# Волховский, Степан Григорьевич
Степан Григорьевич Волховский (28 октября 1786 — 15 сентября 1858) — тайный советник, один из деятельных и просвещенных деятелей России.

## Биография
Родился 28 октября 1786 года в семье дворянина Нежинского уезда Черниговской губернии. Принадлежал старинному дворянскому роду. В 1801 г. окончил Благородный пансион при Московском университете. По окончании пансиона с 17 февраля 1804 г. долго служил в Главном Почтовом Управлении, с 1811 г. — в канцелярии МВД. 3 апреля 1815 г. был командирован в главную квартиру фельдмаршала Барклая-де-Толли, принимал участие в походе русской армии против Наполеона.

## Награды
- 1821 год — Орден Святого Владимира 4-й степени
- 1837 год — Орден Святого Станислава 1-й степени
- 1837 год — Орден Святой Анны 1-й степени с императорской короной
- 1840 год — Знак отличия «За безупречную службу» в течение 35 лет

## Деятельность

### Хронология
- 1817—1823 годах выполнял поручения министра внутренних дел в Киевской губернии.
- 1823—1830 годах препроводитель дел в канцелярии Комитета министров.
- 1830—1833 годах — Черниговский вице-губернатор.
- 1833—1841 годах — председатель Вологодской Казённой палаты
- 1841—1850 годах — Вологодский губернатор.
- 1850—1853 годах — Самарский губернатор.
- 1853—1855 годах — сенатор в Санкт-Петербурге
- В 1855 — ушёл на пенсию

### На постуСамарского губернатора
Указом императора от 3 ноября 1850 г. назначен начальником только что созданной Самарской губернии. Торжественно 1 января 1851 г. открыл Самарскую губернию, заложил основы аппарата управления губернией, провел ревизию земской полиции, 28 апреля 1851 года открыл совет лечебных заведений и приказ общественного призрения, Уголовную и Гражданскую палаты (суд), врачебную управу, занимающуюся организацией санитарного надзора и борьбой с эпидемическими болезнями. При нём, в мае 1851 года, прошло первое губернское дворянское собрание .
Пожилой возраст не позволял достаточно успешно справляться с многочисленными проблемами, стоявшими перед молодой губернией, и в 1853 г. он подал просьбу о переводе на другое место и вскоре переехал на работу в Санкт-Петербург сенатором.